# San Fernando del Valle de Catamarca
 (juillet 2025).
Si vous disposez d'ouvrages ou d'articles de référence ou si vous connaissez des sites web de qualité traitant du thème abordé ici, merci de compléter l'article en donnant les références utiles à sa vérifiabilité et en les liant à la section « Notes et références ».
Pour les articles homonymes, voir San Fernando et Catamarca.
San Fernando del Valle de Catamarca (ou dans le langage courant Catamarca) est une ville du nord de l'Argentine et la capitale de la province de Catamarca.
La ville est construite à 500 m d'altitude entre la Sierra Ambato et la Sierra Ancasti, et avait une population de 159 703 habitants en 2010. Avec sa banlieue, elle en a plus de 200 000, ce qui représente environ 60 % de la population de la province. Comme celle de la province, la population de la ville est en rapide expansion. 

## Géographie
Elle est située sur les rives du río del Valle, entre la Sierra Ambato et la Sierra Ancasti. Ce même fleuve vient du barrage Las Pirquitas et continue par la ville jusqu'au Département Valle Viejo, au sud. Elle fait partie du département Capital et forme une agglomération urbaine avec les villes de San Isidro (département Valle Viejo) et San José (Département Fray Mamerto Esquiú) 
La capitale de la province de Catamarca se trouve sur une zone propice aux séismes. Le dernier tremblement de terre de grande magnitude fut enregistré en 2004 et mesura 6,4 sur l'échelle de Richter et atteint le degré VII sur l'échelle de Mercalli. 

## Histoire
Les premiers habitants de la zone furent les diaguitas qui peuplèrent l'actuel territoire de Catamarca. Entre les XVIe et XVIIe siècles, une série de villes dans toute l'Amérique furent créées, principalement dans la zone du nord-ouest argentin. Ces villes poursuivaient des buts particuliers pour le compte des Espagnols, comme par exemple, garantir la domination espagnole de la zone. Ainsi, les fondations de la ville furent bâties en déclenchant une série d'attaques des habitants d'origine, qui refusaient de se soumettre à la domination des colons.  
Un établissement initial, Londres de la Nueva Inglaterra, fut établi dans la province par les colonisateurs espagnols dont un certain Juan Pérez de Zurita, en juin 1558 dans la vallée de Quinmivil. Quand en 1561 il fut remplacé par Gregorio de Castañeda dans l'occupation du gouvernement général de Santiago del Estero - qui était subordonné à l'État-Major Général du Chili- il décide de déplacer la ville de Londres dans la vallée de Conando, la renommant Villagra.  
En 1607, le lieutenant-gouverneur riojano Gaspar Doncel arriva sur le territoire. Plus tard, il fondera San Juan Bautista de la Ribera. Mais en 1612, devant les constantes crues du fleuve Famayfil, le village demanda au désormais Gouverneur tucumano Luis de Quiñones Osorio le déplacement de la ville. Finalement, ils fondèrent San Juan Bautista de la Paz, et de cette manière la ville retrouva son emplacement initial.      
Le village vécut 18 années de paix, jusqu’en 1630 avec les guerres calchaquies, lors desquelles la ville fut détruite par les autochtones, avec le cacique Juan Chalimín à leur tête.   
Le 15 septembre 1633, Jerónimo Luis II de Cabrera y Garay fonda San Juan Bautista de la Ribera de MLondres de Pomán, ce qui marque la cinquième reconstruction de la ville de Londres.   
Comme Pomán de Londres (qui sera plus tard rebaptisée en Villa de Pomán) subissait constamment des attaques des peuples autochtones, et qu’il existait à Valle Viejo un village épanoui parce que situé sur un axe de communication entre Santiago del Estero,Tucumán et La Rioja, les habitants demandèrent le déplacement à ce village, ce qui leur fut accordé en 1679.
Ce n'est que le 5 juillet 1683, que fut fondée San Fernando del Valle de Catamarca par un certain Fernando de Mendoza y Mate de Luna. Il le fit obéissant à la charte du 16 août 1679, dans laquelle on ordonne de déplacer San Juan Bautista de la Rivera de Londres là-bas, en y incorporant la juridiction des villes de : Santiago del Estero (pour les sierras del Alto Ancasti), San Miguel de Tucumán (pour le village de Santa Rosa, et les vallées de Singuil et de Catamarca) et la Rioja (pour les vallées de Capayán et de Chumbicha), en plus de la juridiction de Londres qui fut réduite, car cédant à La Rioja les villages de Machigasta, Aimogasta ainsi que la vallée Vicioso.
Le nom de Catamarca provient de la langue quechua et signifie « forteresse dans la montagne ». 
En 1754 fut créé le premier établissement éducatif de la province, le Colegio de San Francisco.
La ville n'avait que 8 000 habitants en 1882. Avec l'arrivée du chemin de fer en 1888, elle commença à croître lentement, la région restant sans développement industriel, y compris jusqu'à la fin du XXe siècle.
Elle eut comme maire, dans les années 1990, Eduardo Brizuela del Moral (Union civique radicale), qui devint par la suite, en 2003, gouverneur de la province de Catamarca.

## Voies d’accès
La ville se trouve à 1 131 km de Buenos Aires. Les distances par rapport à d'autres capitales provinciales voisines sont : La Rioja, 154 km; San Miguel de Tucumán, 230 km et Santiago del Estero 209 km.
Par avion, on arrive à San Fernando del Valle de Catamarca, par l'aéroport Felipe Varela (code AITA : CTC), dont les coordonnées sont 28° 35′ 12″ S, 65° 45′ 12″ O, situé à 15 km au sud-est de la ville. Il y a des vols réguliers vers Buenos Aires et La Rioja

## Tourisme
Catamarca est le centre touristique par excellence de la province, avec son architecture coloniale. Elle sert aussi comme base de départ vers beaucoup d'endroits touristiques, pour des excursions, la pratique du vélo en montagne, des randonnées à cheval (cabalgatas), et aussi la dégustation de vins argentins.
Les principaux attraits de la ville sont reliés à l’empreinte culturelle et naturelle que l’on retrouve principalement dans le poncho catamarqueño, la nourriture typique et le folklore, qui majoritairement décrivent des paysages ou des moments historico-religieux. En plus de cela, la ville est le plus grand pôle commercial de la province et possède un grand nombre de musées, théâtres, restaurants, bars et on peut y retrouver des évènements sportifs, artistiques et culturels.  
La ville recèle des édifices d’une grande valeur historique qui sont apparus dans l’époque dorée (en terme d’urbanisme) de la ville, connue comme “L’Athènes du Nord argentin”. Un d’entre eux est la cathédrale basilique Nuestra Señora del Valle. Ils se trouvent près de la place 25 de Mayo, une des premières places transformées en parc du pays, toutes deux construites par le même architecte italien, Luis Caravatti entre les années 1859 et 1869. Dans le sanctuaire peuvent entrer jusqu’à 3500 fidèles. La Vierge de la Vallée (Virgen del Valle en espagnol) est considérée comme la patronne nationale du tourisme.
D’un autre côté l'église de San Francisco appartient à l’ordre des franciscains est un temple barroco-colonial situé dans le casque centrique. Dans le temple se trouve le cœur de Fray Mamerto Esquiú, conservé comme relique, et sur la façade, une statue en l’honneur du religieux. On retrouve aussi dans le Complexe Culturel Esquiú (qui comprend aussi le musée archéologique Adán Quiroga) le musée d’Histoire Coloniale, la salle Esquiú d’art sacré et la bibliothèque Sarmiento.
D’autres points d’intérêt sont la Maison du Gouvernement, dessinée, tout comme la cathédrale, par Luis Caravatti, et le musée des Beaux-Arts “Laureano Brizuela”, qui comporte 400 peintures et 30 sculptures d’artistes de renommée mondiale comme Benito Quinquela Martín, Antonio Berni, Raúl Soldi et Emilio Caraffa entre autres.
La physionomie de San Fernando permet de développer diverses activités, depuis les galeries commerciales et les visites culturelles jusqu’aux activités comme la randonnée, la pêche, le cyclisme de montagne et les balades à cheval (cabalgatas). En plus, il existe diverses circuits religieux, historiques et archéologiques comme le “Village Perdu de la Quebrada”.
En raison de son accessibilité, la ville fonctionne comme le point de départ pour le parcours des importantes attractions naturelles de l’intérieur de la province. Elle se situe à proximité de villes estivales perchées dans les sierras aux alentours, ce qui a permis la croissance de l’industrie touristique et des services.

## Climat

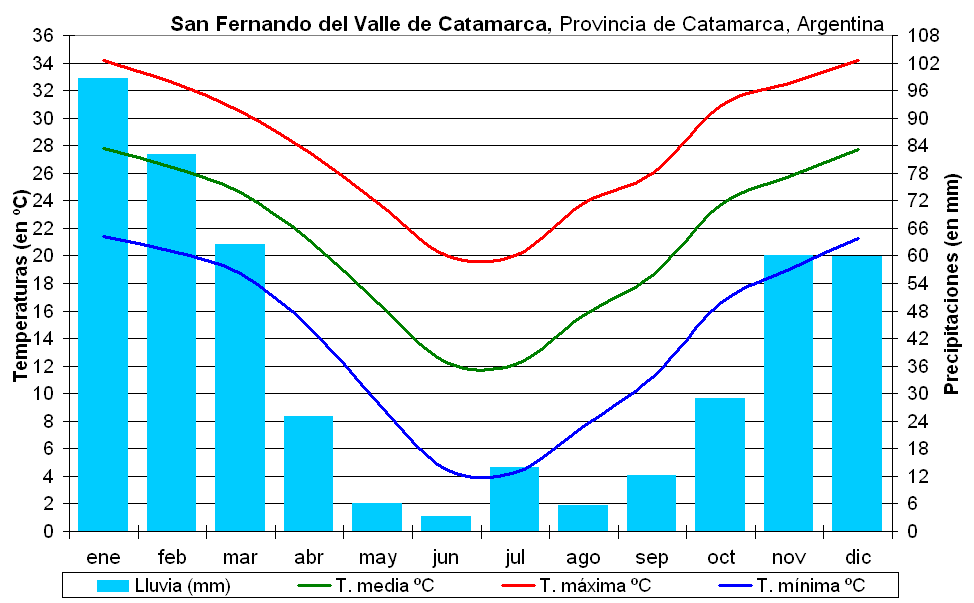
Climogramme de San Fernando del Valle de Catamarca

Le climat aride continental donne à la ville une température moyenne annuelle de 21 °C, avec un maximum moyen de 34 °C en été et un minimum moyen de 4 °C en hiver. Plus loin en haute montagne, les températures peuvent descendre à −30 °C. Les précipitations sont rares, de 458 mm annuellement et concentrées durant les mois les plus chauds. Selon la classification de Köppen elle possède un climat semi aride chaud. L'air est sec et caractérisé par la fréquence du vent de secteur nord-est, dont l'intensité maximale s'enregistre entre les mois d'octobre et de novembre. 

## Économie
L'agriculture d'irrigation est l'activité la plus importante de San Fernando del Valle de Catamarca. Les fruits et les raisins croissent dans des aires d'oasis, aux environs de la ville, et la production de vins est considérable. Les autres produits locaux sont les conserves et les tissus (ponchos).
Le coton et le bétail sont d'importance pour la cité, ainsi que l'activité minière à Farallón Negro, Bajo de la Alumbrera et Capillitas. Il s'agit de mines d'or, d'argent, de cuivre et de zinc.

## Religion
Beaucoup de pèlerins viennent à San Fernando del Valle de Catamarca pour visiter la cathédrale-basilique de la Virgen del Valle ou Vierge de la vallée, avec la statue vénérée en Argentine de Nuestra Señora del Valle qui date de 1694. Tous les ans est organisée une fête de la Vierge aux alentours du 8 décembre, qui rassemble des pèlerins venant de toute l'Argentine. Elle comporte messes, processions, etc.
La ville est le siège du diocèse de Catamarca suffragant de l'archidiocèse de Salta.